# (1296) Andrée
(1296) Andrée ist ein Asteroid des Hauptgürtels, der am 25. November 1933 vom französischen Astronomen Louis Boyer in Algier entdeckt wurde.
Der Asteroid ist nach einer Nichte des Entdeckers benannt.